# Golgota

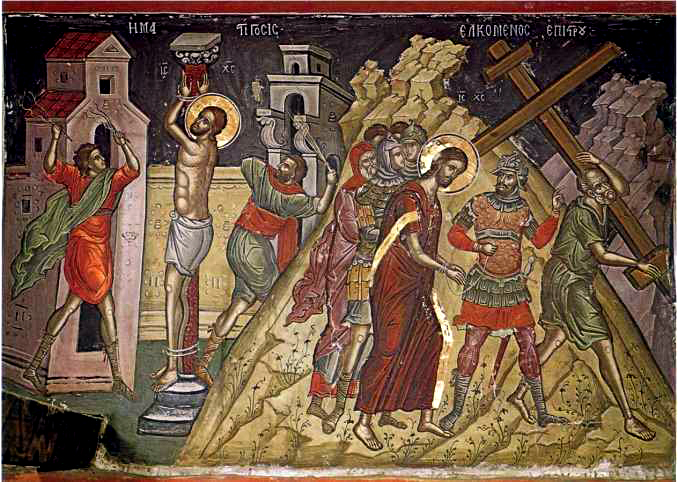
Icoană cu Iisus în drum spre Golgota

Golgota (craniul, căpățâna), sau Calvar(ul) era un loc în afara zidurilor Ierusalimului din secolul I AD în care Isus Cristos a fost crucificat.
Cuvântul Golgota este transcrierea în greacă din Noul Testament din denumirea în limba aramaică, în aramaică cuvântul fiind Gûlgaltâ; Biblia spune că este locul craniului - Κρανίου Τόπος (Kraniou Topos) în greacă, și Calvariae Locus în latină - Drumul Calvarului (după alte surse, "Calvariae Locus" are exact același înțeles ca și grecescul "Kraniou Topos", anume "locul craniilor" ("calva" în latină însemnând "craniu", "țeastă", explicația numelui fiind după Sfântul Ieronim datorată craniilor dezgropate care punctau peisajul; o teorie tardivă (secolul al XIX-lea pune mai degrabă numele pe seama formei dealului pe care se află acest loc al execuției criminalilor în Ierusalimul perioadei romane. ).
Istoricii subliniază totuși că pentru evrei termenul aramean "Golgota" desemna nu numai un singur astfel de loc de execuție a condamnaților, ci orice astfel de loc situat (conform legilor biblice ale purității) în afara orașului Ierusalim. Chiar și pe timpul Sfântului Ieronim existau mai multe astfel de locuri de execuție în afara Ierusalimului.